# Hunzib
Le hunzib  est une langue caucasienne. Elle fait partie du sous-groupe tsez de la famille des langues nakho-daghestaniennes.

Le hunzib est parlé par environ 800 personnes, au Daghestan. Il resterait 200 ou 300 hunzib en Géorgie dont seuls quelques rares anciens connaissent encore l'idiome maternel. 
La langue n'est pas écrite.

## Phonologie

### consonnes
|              | Bilabiale                        | Dentale                    | Latérale              | Palatale             | Vélaire                    | Uvulaire            | Pharyngale        | Glottale |
| ------------ | -------------------------------- | -------------------------- | --------------------- | -------------------- | -------------------------- | ------------------- | ----------------- | -------- |
| Occlusive    | [p] [b] [pʼ] p b pʼ n’ п б пI нӀ | [t] [d] [tʼ] t d tʼ т д тI |                       |                      | [k] [ɡ] [kʼ] k g kʼ к г кI | [q] [qʼ] q qʼ хъ къ |                   |          |
| Fricative    |                                  | [s] [z] s z с з            | [ɬ] ł лъ              | [ʃ] [ʒ] š ž ш ж      | [x] x хь                   | [χ] [ɣ] χ ɣ х гъ    | [ħ] [ʕ] ħ ʕ хI гI | [h] h гь |
| Affriquée    |                                  | [t͡s] [t͡sʼ] c cʼ ц цI       | [t͡ɬ] [t͡ɬʼ] ƛ ƛʼ лI кь | [t͡ʃ] [t͡ʃʼ] č čʼ ч чI |                            |                     |                   |          |
| Nasale       | [m] m м                          | [n] n н                    |                       |                      |                            |                     |                   |          |
| Liquide      |                                  | [r] r р                    | [l] l л               |                      |                            |                     |                   |          |
| Semi-voyelle | [w] w в                          |                            |                       | [j] y й              |                            |                     |                   |          |

### Voyelles
|         | Antérieure                  | Centrale                       | Postérieure               |
| ------- | --------------------------- | ------------------------------ | ------------------------- |
| Fermée  | [i] [iː] [ĩ] i i ĩ и и- [и̃] | [ɨ] [ɨː] [ɨ̃] ɨ ɨː [ɨ̃] ы ы- [ы̃] | [u] [uː] [ũ] u uː ũ у ȳ ỹ |
| Moyenne | [ɛ] [ɛː] [ɛ̃] e eː ẽ е/э ē ẽ | [ə] [əː] [ə̃] ə əː [ə̃] ə ə- [ə̃] | [o] [oː] [õ] o oː õ о ō õ |
| Ouverte |                             | [a] [aː] [ã] a aː а ā ã        | [ɑ] [ɑː] [ɑ̃] ɑ ɑː ɑ ɑ̄ ɑ̃   |

## Morphologie

### Classes nominales
Comme de nombreuses langues nakho-daghestaniennes, le hunzib organise le nom selon des classes nominales.
- Classe I : humains masculins.
- Classe II : humains féminins.
- Classe III :
- Classe IV :
- Classe V :
- Classe VI : le seul mot къəра « enfant ».

## sources
- (en) Helma van den Berg, A Grammar of Hunzib, with texts and Lexicon, Munich, Lincom Europa, 1995  (ISBN 3-89586-006-9)
- (ru) Н.А. Исаков, Гунзибский яазык, dans Яазыки мира, Кавказские яазыки, Moscou, Izd. Academia, 1999  (ISBN 5-87444-079-8)
- [Isakov et Khalilov 2001] (ru) Н.А. Исаков et М.Ш. Халилов, Гунзибско-русский словарь, Moscou, Nauka,‎ 2001 (ISBN 5-02-022522-3, lire en ligne)